# Даровое
Даровое — усадьба, в которой провёл детские годы великий русский писатель Фёдор Достоевский (1821—1881). Расположена в деревне Даровое Зарайского района Московской области. В усадебном доме размещена экспозиция, в которой реконструированы комнаты родителей Ф. М. Достоевского. Мультимедийная часть выставки рассказывает о том, какие образы усадьбы «Даровое» нашли отражение в творчестве писателя. Усадебный комплекс имеет статус объекта культурного наследия федерального значения.

## История
Усадьбу в сельце Даровое Тульской губернии отец писателя, Михаил Андреевич Достоевский, приобрёл в 1831 году. Брат Фёдора Достоевского так описывал усадьбу:
Местность в нашей деревне была очень приятная и живописная. Маленький плетневый, связанный глиною на манер южных построек, флигелек для нашего приезда состоял из трех небольших комнаток и был расположен в липовой роще, довольно большой и тенистой. Роща эта через небольшое поле примыкала к березовому леску, очень густому и с довольно мрачною и дикою местностью, изрытою оврагами. Лесок этот назывался Брыково. Лесок Брыково с самого начала очень полюбился брату Феде, так что впоследствии в семействе нашем он назывался Фединою рощею…
В 1832 году в Даровом случился пожар, уничтоживший большинство построек. После этого Достоевские построили деревянный флигель, где стали жить всей семьёй. Семья Достоевских как правило приезжала в усадьбу на лето, в 1832—1836 годах там проводил время Фёдор Достоевский.
После смерти Марии Фёдоровны в 1837 году отец писателя оставил службу в Мариинской больнице и поселился в Даровом. В 1839 году в Даровом при до конца не выясненных обстоятельствах Михаил Андреевич скончался. Согласно официальной версии, смерть наступила от апоплексического удара, но ходили слухи, что его убили крепостные крестьяне.
После смерти М. А. Достоевского имение перешло его детям, в том числе Федору Михайловичу. До достижения совершеннолетия младшей из детей Достоевских — Александры — имение находилось под опекой. В 1852 году доли всех наследников выкупила семья Веры Михайловны Достоевской, в замужестве Ивановой, которая и стала на долгие годы хозяйкой Дарового и Черемошни. Семейство Ивановых Фёдор Михайлович любил больше всего, особенно своих племянниц. Он нередко навещал Веру Михайловну в Люблине, где она жила постоянно (даровской помещицей Вера Михайловна стала в 1868 году после смерти мужа). Выбраться в Даровое к сестре Достоевскому довелось только в 1877 году.
В поздние годы жизни Ф. М. Достоевский не раз собирался навестить как он писал «места моего первого детства и юности». Удалось ему это сделать лишь в 1877 году Жена Достоевского, Анна Григорьевна, писала об этой поездке:
«...муж посетил самые различные места в парке и окрестностях, дорогие ему по воспоминаниям, и даже сходил пешком (версты две от усадьбы) в любимую им в детстве рощу «Черемашню», именем которой он потом назвал рощу в романе "Братья Карамазовы". Заходил Федор Михайлович и в избы мужиков, своих сверстников, из которых многих он помнил. Старики и старухи и сверстники, помнившие его с детства, радостно его приветствовали, зазывали в избы и угощали чаем. Поездка в Даровое доставила много воспоминаний, о которых муж по приезде передавал нам с большим оживлением...»
В 1920-х годах усадебный дом в Даровом был приспособлен под сельскую библиотеку. Вещи Достоевского были перевезены в Москву в первый музей писателя на Божедомке. В 1955 году в Даровом открылась «комната Достоевского».
В 1974 году Даровое стало музеем республиканского значения. С 1990 года Даровое является отделом музея «Зарайский кремль». Экспозиция музея посвящена периоду пребывания Достоевских в усадьбе. В комплекс усадьбы входит флигель, старые крестьянские дома, приусадебная роща, кладбище и пруд.
25 сентября 1993 года на границе усадьбы, около исторической въездной аллеи установлен памятник Ф. М. Достоевскому (скульптор Ю. Ф. Иванов).

## Роща Дарового
- Флигель
- Усадебная роща в Даровом
- Весна в усадьбе